# Belvosia smithi
Belvosia smithi är en tvåvingeart som beskrevs av Aldrich 1928. Belvosia smithi ingår i släktet Belvosia och familjen parasitflugor. Inga underarter finns listade i Catalogue of Life.